# Султанзаде
Султанзаде́ (тур. Sultanzade) — титул, дававшийся мужскому потомству дочерей султанов Османской империи.
Титул «султанзаде» использовался в Османской империи для обозначения внуков султанов по женской линии. Слово «султанзаде» персидского происхождения и в переводе с фарси означает «сын султанши, сын принцессы». Султанзаде, а также их потомство претендовать на османский трон не могли в силу своего происхождения.
В случае получения государственной должности и соответствующего титула (например, паша) титул «султанзаде» сохранялся. В более поздний период Османской империи титул использовался вместе с титулом «бей-эфенди» или же вовсе опускался.